# Nicolas Hayek
Nicolas George Hayek (Beirute, Líbano, 19 de fevereiro de 1928 — Biel, Suíça, 28 de junho de 2010) foi um empresário suíço nascido no Líbano, co-fundador e presidente do Swatch Group, maior empresa de relógios do mundo. Hayek era filho de mãe libanesa e pai líbano-americano, ambos de famílias cristãs grega ortodoxas do Líbano.

## Carreira
Hayek originalmente comandava uma empresa de consultoria de negócios, que foi chamada por um grupo de banqueiros suíços para para gerir a liquidação das fábricas de relógios ASUAG and SSIH, que encontraram dificuldades ao ter que competir com os concorrentes japoneses. Hayek acreditava que as indústrias suíças do setor relojoeiro poderiam tornar-se competitivas com uma reestruturação e foco em diferentes áres de negócios. Depois de realizar as modificações e implementar a reorganização da ASUAG e da SSIH por mais de quatro anos, finalmente executando sua fusão, Hayek, com um grupo de investidores suícos, adquiriu participação majoritária no novo grupo em 1985. Tornou-se presidente do Conselho de Diretores e Chefe Executivo em 1986.
Hayek desempenhou papel decisivo  no plano de recuperação da Swatch Group com as marcas de relógios Swatch, Blancpain, Omega, Longines, Rado, Tissot, Certina, Mido, Hamilton, Pierre Balmain, Calvin Klein, Flik Flak, Breguet e Lanco. A estratégia desenvolvida por ele a partir dos anos 80 conduziu ao sucesso de toda a indústria relojoeira suíça e levou-a a retomar novamente a liderança mundial do setor a partir de 1984.
Foi agraciado com o título de doutor honoris causa de Direito e Economia pela Universidade de Bologna (Itália), em junho de 1998, após receber os mesmos títulos da Universidade de Neuchâtel (Suíça), em 1996.
Também foi o fundador, presidente do Conselho e C.E.O. da Hayek Engineering Inc., sediada em Zurique.
Em 2007, Hayek apareceu como o 273º homem mais rico do mundo, com uma fortuna estimada em 3,2 bilhões de dólares.
Seu filho, Nick Hayek, Jr., é atualmente o CEO do Swatch Group.

## Morte
Faleceu aos 82 anos, vitimado por uma parada cardíaca durante o trabalho. Por ocasião de sua morte a presidente suíça Doris Leuthard disse: "Com a inesperada morte de Nicolas G. Hayek, a Suíça e a economia suíça perdem uma de suas principais personalidades. Devemos muito a Hayek ".